# Multi Bintang Indonesia
Multi Bintang Indonesia ist eine indonesische Brauerei.

## Geschichte
Die Brauerei wurde 1929 während der niederländischen Kolonialherrschaft unter dem Namen Nederlandsch-Indische Bierbrouwerijen in Surabaya erbaut. Bereits 1936 wurde Heineken Hauptaktionär des Unternehmens und ist heute Besitzer. Der Firmensitz ist in Jakarta.

## Produkte

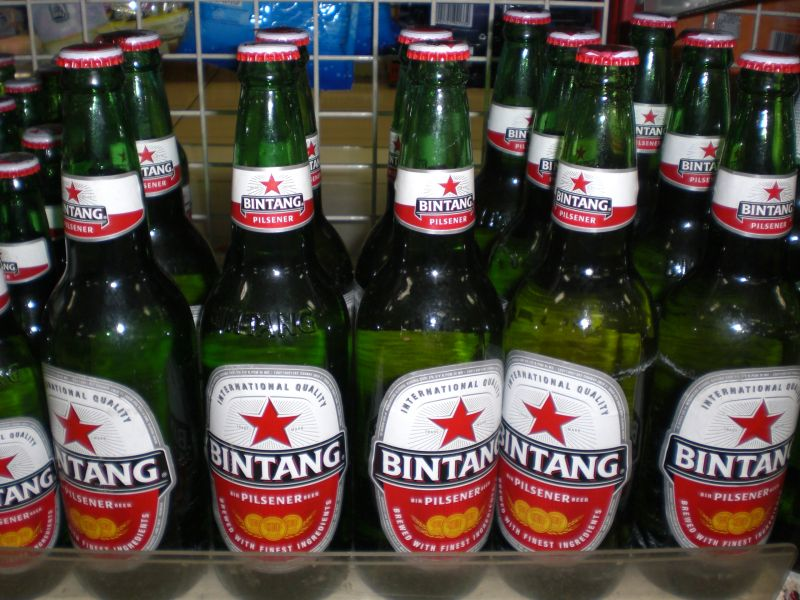
Bintang Bier

- Bintang Pilsener – Pils mit 4,8 % Alkohol. Anders als viele andere asiatische Biere wird Bintang ohne Reis, nur mit Gerste und Hopfen gebraut.
- Bintang Radler
- Bintang Zero – alkoholfreies Malzbier
- Green Sands und Green Sands Recharge – Softdrinks

Die Brauerei stellt außerdem die Produkte Heineken Pils und Guinness im Auftrag des Mutterkonzerns für den asiatischen Markt her.